# Operador covarianza
En teoría de la probabilidad, para una medida de probabilidad P en un espacio de Hilbert H con el producto interno {\displaystyle \langle \cdot ,\cdot \rangle }, la covarianza de P es la forma bilineal Cov:  H × H → R dada por
{\displaystyle \mathrm {Cov} (x,y)=\int _{H}\langle x,z\rangle \langle y,z\rangle \,\mathrm {d} \mathbf {P} (z)}
para todo x e y en H. El operador de covarianza C se define entonces por
{\displaystyle \mathrm {Cov} (x,y)=\langle Cx,y\rangle }

## Propiedades
A partir del teorema de representación de Riesz, dicho operador existe si Cov está acotada. Dado que la covarianza es simétrica en sus argumentos, el operador de covarianza es
autoadjunto. Cuando P es una medida gaussiana centrada, C también es un operador nuclear. En particular, es un operador compacto de clase de traza, es decir, tiene traza finita.
Aún más generalmente, para una medida de probabilidad P en un espacio de Banach B, la covarianza de P es la forma bilineal en el espacio dual B#, definida por
{\displaystyle \mathrm {Cov} (x,y)=\int _{B}\langle x,z\rangle \langle y,z\rangle \,\mathrm {d} \mathbf {P} (z)}
donde {\displaystyle \langle x,z\rangle } es ahora el valor de la función lineal x en el elemento z.
De manera muy similar, la función covarianza de una función de elemento aleatorio con valor de función (en casos especiales se llama proceso estocástico o campo aleatorio) z es
{\displaystyle \mathrm {Cov} (x,y)=\int z(x)z(y)\,\mathrm {d} \mathbf {P} (z)=E(z(x)z(y))}
donde z(x) es ahora el valor de la función z en el punto x, es decir, el valor de la funcional lineal {\displaystyle u\mapsto u(x)} evaluado en z.

### Operador covarianza
El operador covarianza {\displaystyle \operatorname {C} _{\mu }:U^{*}\to U^{**}} de {\displaystyle \mu } está definido por:
{\displaystyle \operatorname {C} _{\mu }(\varphi )(\xi ):=\int _{U}[\varphi (x)-a_{\mu }(\varphi )][\xi (x)-a_{\mu }(\xi )]\mu (\mathrm {d} x)}
para {\displaystyle \varphi ,\xi \in U^{*}}, donde {\displaystyle a_{\mu }} denota el valor esperado de {\displaystyle \mu }
{\displaystyle a_{\mu }(\varphi )=\int _{U}\varphi (x)\mu (\mathrm {d} x).}
El operador induce una aplicación simétrica {\displaystyle \operatorname {Cov} _{\mu }:U^{*}\times U^{*}\to \mathbb {R} } a través de
{\displaystyle \operatorname {Cov} _{\mu }(\varphi ,\xi ):=\operatorname {C} _{\mu }(\varphi )(\xi )}, que es bilineal y definida, se llama covarianza.

### Justificación
Sean {\displaystyle a_{\mu }} y {\displaystyle \varphi } acotados. Si {\displaystyle U} es un espacio de Hilbert, entonces según el teorema de representación de Riesz para {\displaystyle \varphi \in U^{*}} se cumple que {\displaystyle \varphi (x)=\langle h,x\rangle } para todo {\displaystyle x\in U} y {\displaystyle h\in U} y {\displaystyle a_{\mu }=\langle h,m\rangle } para {\displaystyle m\in U}, y por lo tanto
{\displaystyle \langle \operatorname {C} _{\mu }h_{1},h_{2}\rangle =\int _{U}\langle h_{1},x-m\rangle \langle h_{2},x-m\rangle \mu (\mathrm {d} x)}
para todos los {\displaystyle h_{1},h_{2}\in U}.